# Copa Confederación de la CAF 2018
La Copa Confederación de la CAF 2018, llamada Total CAF Confederation Cup 2018 por razones de patrocinio, fue la decimoquinta edición del segundo torneo de fútbol a nivel de clubes más importante de África organizado por la Confederación Africana de Fútbol y que cuenta con la participación de 54 equipos de 43 asociaciones miembro. El campeón del torneo jugará a la Supercopa de la CAF 2019 contra el ganador de la Liga de Campeones de la CAF 2018.
El TP Mazembe, campeón de las dos últimas ediciones, no participa en el torneo por estar clasificado a la Liga de Campeones de la CAF 2018.

## Participantes
Estos son los 54 equipos representantes de 42 asociaciones miembro de la Confederación Africana de Fútbol, los que aparecen en Negrita avanzan directamente a la primera ronda:
| Asociación                                         | Club                                               | Método de Clasificación                                |
| Asociaciones que mandan dos equipos (Puestos 1–12) | Asociaciones que mandan dos equipos (Puestos 1–12) | Asociaciones que mandan dos equipos (Puestos 1–12)     |
| -------------------------------------------------- | -------------------------------------------------- | ------------------------------------------------------ |
| Egipto · (1º – 85 pts)                             | Zamalek                                            | 3º lugar de la Liga Premier de Egipto 2016-17          |
| Egipto · (1º – 85 pts)                             | Al-Masry                                           | Finalista de la Copa de Egipto 2016–17 Egypt Cup       |
| Túnez (2º – 76 pts)                                | Club Africain                                      | 3º lugar de la Liga Profesional 2016–17                |
| Túnez (2º – 76 pts)                                | US Ben Guerdane                                    | Finalista de la Copa Tunesina 2016–17                  |
| República Democrática del Congo (3 – 70 pts)       | DC Motema Pembe                                    | 3º lugar de la Linafoot 2016–17                        |
| República Democrática del Congo (3 – 70 pts)       | AS Maniema Union                                   | Campeón de la Copa COD 2017                            |
| Argelia (4º – 62 pts)                              | USM Alger                                          | 3º lugar de la Luga Profesional 2016–17                |
| Argelia (4º – 62 pts)                              | CR Belouizdad                                      | Campeón de la Copa de Argelia 2016–17                  |
| Sudáfrica (5º – 45 pts)                            | Cape Town City                                     | 3º Lugar de la Soccer League 2016–17                   |
| Sudáfrica (5º – 45 pts)                            | SuperSport United                                  | Campeón de la Copa Nedbank 2016–17                     |
| Marruecos (6º – 41 pts)                            | Raja Casablanca                                    | 3º lugar de la Botola 2016–17                          |
| Marruecos (6º – 41 pts)                            | RS Berkane                                         | 4º lugar de la Botola 2016–17                          |
| Sudán (7º – 35 pts)                                | Al-Hilal Al-Ubayyid                                | 3º lugar de la Primera División 2017                   |
| Sudán (7º – 35 pts)                                | Al-Ahly Shendi                                     | Campeón de la Copa de Sudán 2017                       |
| Costa de Marfil (8º – 21 pts)                      | AS Tanda                                           | 3º lugar de la Ligue 1 2016–17                         |
| Costa de Marfil (8º – 21 pts)                      | Africa Sports                                      | Campeón de la Copa de Costa de Marfil 2017             |
| Zambia (9º – 18 pts)                               | Nkana                                              | 3º lugar de la Liga Premier 2017                       |
| Zambia (9º – 18 pts)                               | Green Buffaloes                                    | 4º lugar de la Liga Premier 2017                       |
| República del Congo (10º – 16 pts)                 | CARA Brazzaville                                   | 3º lugar de la Ligue 1 2017                            |
| República del Congo (10º – 16 pts)                 | CS La Mancha                                       | 4º lugar de la Ligue 1 2017                            |
| Mali (11º – 15 pts)                                | Djoliba                                            | 3º lugar de la Premiere Division 2016                  |
| Mali (11º – 15 pts)                                | Onze Créateurs                                     | Campeón de la Copa Maliense 2016                       |
| Nigeria (12º – 13 pts)                             | Enyimba                                            | 3º lugar de la PSL Nigeria 2017                        |
| Nigeria (12º – 13 pts)                             | Akwa United                                        | Campeón de la 2017 Nigerian FA Cup                     |
| Asociaciones que mandan un equipo                  |                                                    |                                                        |
| Camerún (13º – 12 pts)                             | New Star                                           | Campeón de la Copa Camerunesa 2017                     |
| Libia (14º – 8 pts)                                | Al-Ittihad Club (Trípoli)                          | Finalista del playoff de la Liga Premier 2017–18       |
| Ghana (15º– 7 pts)                                 | Asante Kotoko                                      | Campeón de la 2017 Ghanaian FA Cup                     |
| Tanzania (16º – 5 pts)                             | Simba                                              | Campeón de la 2016–17 Tanzania FA Cup                  |
| Angola (17º – 3 pts)                               | Petro de Luanda                                    | Campeón de la Taça de Angola 2017                      |
| Etiopía (18º – 2 pts)                              | Welayta Dicha                                      | Campeón de la Copa Etíope 2017                         |
| Benín                                              | Energie                                            | Subcampeón de la Liga Premier 2017                     |
| Botsuana                                           | Jwaneng Galaxy                                     | Campeón de la Mascom Top 8 Cup 2016-17                 |
| Burkina Faso                                       | Étoile Filante                                     | Campeón de la Coupe du Faso 2017                       |
| Burundi                                            | Olympique Star                                     | Campeón de la Burundian Cup 2017                       |
| Comoras                                            | Ngazi Sport                                        | Campeón de la Comoros Cup 2017                         |
| Yibuti                                             | Gendarmerie Nationale                              | Campeón de la Djibouti Cup 2017                        |
| Guinea Ecuatorial                                  | Deportivo Niefang                                  | Campeón de la Copa de su Excelencia 2017               |
| Gabón                                              | AS Mangasport                                      | Subcampeón de la Gabon Championnat National D1 2016-17 |
| Gambia                                             | Banjul Hawks                                       | Campeón de la Gambian Cup 2017                         |
| Guinea                                             | Hafia                                              | Campeón de la Guinée Coupe Nationale 2017              |
| Kenia                                              | AFC Leopards                                       | Campeón de la FKF President's Cup 2017                 |
| Liberia                                            | ELWA United                                        | Finalista de la Liberian Cup 2017                      |
| Madagascar                                         | Fosa Juniors                                       | Campeón de la Coupe de Madagascar 2017                 |
| Malaui                                             | Masters Security                                   | Semifinalista de la Malawi FAM Cup 2017                |
| Mauritania                                         | FC Nouadhibou                                      | Campeón de la Coupe du Président de la République 2017 |
| Mauricio                                           | AS Port-Louis 2000                                 | Campeón de la Mauritian Cup 2017                       |
| Mozambique                                         | Costa do Sol                                       | Campeón de la Taça de Moçambique 2017                  |
| Níger                                              | Sahel                                              | Campeón de la Niger Cup 2017                           |
| Ruanda                                             | APR                                                | Campeón de la Rwandan Cup 2017                         |
| Senegal                                            | Mbour Petite-Côte                                  | Campeón de la Senegal FA Cup 2017                      |
| Seychelles                                         | Anse Réunion                                       | Finalista de la Seychelles FA Cup 2017                 |
| Sudán del Sur                                      | Al-Hilal Juba                                      | Finalista de la South Sudan National Cup 2017          |
| Suazilandia                                        | Young Buffaloes                                    | Campeón de la Swazi Cup 2017                           |
| Zanzíbar                                           | Zimamoto                                           | Subcampeón de la Zanzibar Premier League 2016-17       |

Notas
1. ↑  Malí fue representado por el Djoliba y el Onze Créateurs, tercer lugar de la Malian Première Division 2016 y campeón de la Malian Cup 2016 respectivamente debido a que los torneos de fútbol en Malí en la temporada 2017 no finalizaron.

Al torneo se integraron los equipos de la 2018 CAF Champions League eliminados en la primera ronda.
| Perdedores de la 2018 CAF Champions League first round | Perdedores de la 2018 CAF Champions League first round | Perdedores de la 2018 CAF Champions League first round | Perdedores de la 2018 CAF Champions League first round |
| ------------------------------------------------------ | ------------------------------------------------------ | ------------------------------------------------------ | ------------------------------------------------------ |
| Saint George                                           | Zanaco                                                 | Williamsville AC                                       | Aduana Stars                                           |
| CF Mounana                                             | MFM                                                    | Génération Foot                                        | Young Africans                                         |
| Gor Mahia                                              | Plateau United                                         | Al-Hilal                                               | ASEC Mimosas                                           |
| UD Songo                                               | AS Vita Club                                           | Bidvest Wits                                           | Rayon Sports                                           |

Asociaciones que no mandaron representación al torneo:
| - Cabo Verde - República Centroafricana - Chad - Eritrea - Guinea-Bisáu - Lesoto - Namibia | - Reunión - Santo Tomé y Príncipe - Sierra Leona - Somalia - Togo - Uganda - Zimbabue |

## Resultados

### Ronda preliminar
| Equipo 1           | Agr.        | Equipo 2              | Ida | Vuelta |
| ------------------ | ----------- | --------------------- | --- | ------ |
| Petro de Luanda    | 5–0         | Masters Security      | 5–0 | 0–0    |
| Young Buffaloes    | 0–2         | Cape Town City        | 0–1 | 0–1    |
| Costa do Sol       | 2–0         | Jwaneng Galaxy        | 1–0 | 1–0    |
| Energie            | 2–1         | Hafia                 | 1–0 | 1–1    |
| APR                | 6–1         | Anse Réunion          | 4–0 | 2–1    |
| Djoliba            | w/o         | ELWA United           | —   | —      |
| AFC Leopards       | 1–1 (v)     | Fosa Juniors          | 1–1 | 0–0    |
| Ngazi Sport        | 2–5         | AS Port-Louis 2000    | 1–1 | 1–4    |
| AS Mangasport      | 1–2         | AS Maniema Union      | 0–1 | 1–1    |
| Olympique Star     | 1–0         | Étoile Filante        | 0–0 | 1–0    |
| New Star           | 2–2 (a)     | Deportivo Niefang     | 2–1 | 0–1    |
| AS Tanda           | 0–1         | CS La Mancha          | 0–0 | 0–1    |
| Akwa United        | 3–2         | Banjul Hawks          | 1–2 | 2–0    |
| Al-Ittihad Tripoli | 4–0         | Sahel                 | 1–0 | 3–0    |
| US Ben Guerdane    | w/o         | Al-Hilal Juba         | —   | —      |
| Asante Kotoko      | 1–1 (6–7 p) | CARA Brazzaville      | 1–0 | 0–1    |
| Onze Créateurs     | 1–3         | CR Belouizdad         | 1–1 | 0–2    |
| Al-Masry           | 5–2         | Green Buffaloes       | 4–0 | 1–2    |
| Simba              | 5–0         | Gendarmerie Nationale | 4–0 | 1–0    |
| RS Berkane         | 3–2         | Mbour Petite-Côte     | 2–1 | 1–1    |
| Africa Sports      | 1–2         | FC Nouadhibou         | 1–1 | 0–1    |
| Zimamoto           | 1–2         | Welayta Dicha         | 1–1 | 0–1    |

Notas:
1. ↑  Djoliba clasificó porque el ELWA United abandonó el torneo.[5]
2. ↑  US Ben Guerdane clasifica porque el Al-Hilal Juba no se presentó al partido de ida.[6]

### Primera ronda
| Equipo 1           | Agr.        | Equipo 2            | Ida | Vuelta |
| ------------------ | ----------- | ------------------- | --- | ------ |
| Petro de Luanda    | 1–2         | SuperSport United   | 0–0 | 1–2    |
| Costa do Sol       | 2–2 (v)     | Cape Town City      | 0–1 | 2–1    |
| Energie            | 2–5         | Enyimba             | 0–2 | 2–3    |
| Djoliba            | 2–2 (v)     | APR                 | 1–0 | 1–2    |
| AS Port-Louis 2000 | 0–3         | Fosa Juniors        | 0–2 | 0–1    |
| AS Maniema Union   | 3–3 (v)     | USM Alger           | 2–2 | 1–1    |
| Olympique Star     | 0–6         | Al-Hilal Al-Ubayyid | 0–0 | 0–6    |
| DC Motema Pembe    | 1–2         | Deportivo Niefang   | 1–1 | 0–1    |
| CS La Mancha       | 4–2         | Al-Ahly Shendi      | 3–0 | 1–2    |
| Al-Ittihad Tripoli | 1–1 (2–3 p) | Akwa United         | 1–0 | 0–1    |
| CARA Brazzaville   | 4–3         | US Ben Guerdane     | 3–0 | 1–3    |
| CR Belouizdad      | 3–1         | Nkana               | 3–0 | 0–1    |
| Simba              | 2–2 (v)     | Al-Masry            | 2–2 | 0–0    |
| RS Berkane         | 4–1         | Club Africain       | 3–1 | 1–0    |
| Raja Casablanca    | 5–3         | FC Nouadhibou       | 1–1 | 4–2    |
| Welayta Dicha      | 3–3 (4–3 p) | Zamalek             | 2–1 | 1–2    |

### Segunda ronda
En esta fase los 16 equipos clasificados de la primera ronda enfrentan a los 16 equipos eliminados en la primera ronda de la Liga de Campeones de la CAF 2018. El sorteo será el 21 de marzo de 2018, en donde los 16 equipos que clasifiquen jugarán la fase de grupos.
| Equipos eliminados en la Primera Ronda de la Liga de Campeones de la CAF 2018 | Equipos eliminados en la Primera Ronda de la Liga de Campeones de la CAF 2018 | Equipos eliminados en la Primera Ronda de la Liga de Campeones de la CAF 2018 | Equipos eliminados en la Primera Ronda de la Liga de Campeones de la CAF 2018 |
| ----------------------------------------------------------------------------- | ----------------------------------------------------------------------------- | ----------------------------------------------------------------------------- | ----------------------------------------------------------------------------- |
| Saint George                                                                  | Zanaco                                                                        | Williamsville AC                                                              | Aduana Stars                                                                  |
| CF Mounana                                                                    | MFM                                                                           | Génération Foot                                                               | Young Africans                                                                |
| Gor Mahia                                                                     | Plateau United                                                                | Al-Hilal                                                                      | ASEC Mimosas                                                                  |
| UD Songo                                                                      | AS Vita Club                                                                  | Bidvest Wits                                                                  | Rayon Sports                                                                  |

| Equipo 1         | Agr.        | Equipo 2            | Ida | Vuelta |
| ---------------- | ----------- | ------------------- | --- | ------ |
| Zanaco           | 0–5         | Raja Casablanca     | 0–2 | 0–3    |
| AS Vita Club     | 6–1         | CS La Mancha        | 1–0 | 5–1    |
| Saint George     | 1–1 (3–4 p) | CARA Brazzaville    | 1–0 | 0–1    |
| Al-Hilal         | 3–3 (a)     | Akwa United         | 2–0 | 1–3    |
| Gor Mahia        | 2–2 (a)     | SuperSport United   | 1–0 | 1–2    |
| UD Songo         | 4–3         | Al-Hilal Al-Ubayyid | 3–1 | 1–2    |
| Plateau United   | 2–5         | USM Alger           | 2–1 | 0–4    |
| Bidvest Wits     | 1–1 (a)     | Enyimba             | 1–1 | 0–0    |
| Aduana Stars     | 7–3         | Fosa Juniors        | 6–1 | 1–2    |
| Young Africans   | 2–1         | Welayta Dicha       | 2–0 | 0–1    |
| Génération Foot  | 3–3 (a)     | RS Berkane          | 3–1 | 0–2    |
| CF Mounana       | 2–3         | Al-Masry            | 1–1 | 1–2    |
| ASEC Mimosas     | 1–0         | CR Belouizdad       | 1–0 | 0–0    |
| Williamsville AC | 3–2         | Deportivo Niefang   | 2–0 | 1–2    |
| MFM              | 0–1         | Djoliba             | 0–1 | 0–0    |
| Rayon Sports     | 3–2         | Costa do Sol        | 3–0 | 0–2    |

## Fase de grupos

### Grupo A
| Pos. | Equipo           | Pts. | PJ | G | E | P | GF | GC | Dif. | Clasificación    |     | RCA | VIT | ASE | ADU |
| ---- | ---------------- | ---- | -- | - | - | - | -- | -- | ---- | ---------------- | --- | --- | --- | --- | --- |
| 1    | Raja Casablanca  | 11   | 6  | 3 | 2 | 1 | 14 | 5  | +9   | Cuartos de final |     | —   | 0–0 | 4–0 | 6–0 |
| 2    | AS Vita Club     | 10   | 6  | 3 | 1 | 2 | 8  | 5  | +3   | Cuartos de final |     | 2–0 | —   | 3–1 | 2–0 |
| 3    | ASEC Mimosas (E) | 9    | 6  | 3 | 0 | 3 | 6  | 8  | −2   |                  |     | 0–1 | 2–0 | —   | 1–0 |
| 4    | Aduana Stars (E) | 4    | 6  | 1 | 1 | 4 | 5  | 15 | −10  |                  | 3–3 | 2–1 | 0–2 | —   |     |

 Fuente: CAF
Criterios de clasificación: 

### Grupo B
| Pos. | Equipo       | Pts. | PJ | G | E | P | GF | GC | Dif. | Clasificación    |     | RSB | MAS | SON | HIL |
| ---- | ------------ | ---- | -- | - | - | - | -- | -- | ---- | ---------------- | --- | --- | --- | --- | --- |
| 1    | RS Berkane   | 13   | 6  | 4 | 1 | 1 | 7  | 2  | +5   | Cuartos de final |     | —   | 0–0 | 2–1 | 1–0 |
| 2    | Al-Masry     | 12   | 6  | 3 | 3 | 0 | 7  | 2  | +5   | Cuartos de final |     | 1–0 | —   | 2–0 | 2–0 |
| 3    | UD Songo (E) | 3    | 6  | 0 | 3 | 3 | 5  | 10 | −5   |                  |     | 0–2 | 1–1 | —   | 1–1 |
| 4    | Al-Hilal (E) | 3    | 6  | 0 | 3 | 3 | 4  | 9  | −5   |                  | 0–2 | 1–1 | 2–2 | —   |     |

 Fuente: CAF
Criterios de clasificación: 
Notas:
1. 1 2  Enfrentamiento directo: Al-Hilal 2–2 UD Songo, UD Songo 1–1 Al-Hilal (UD Songo gana por goles de visitante).

### Grupo C
| Pos. | Equipo               | Pts. | PJ | G | E | P | GF | GC | Dif. | Clasificación    |     | ENY | CAR | WAC | DJO |
| ---- | -------------------- | ---- | -- | - | - | - | -- | -- | ---- | ---------------- | --- | --- | --- | --- | --- |
| 1    | Enyimba              | 12   | 6  | 4 | 0 | 2 | 5  | 5  | 0    | Cuartos de final |     | —   | 1–0 | 1–0 | 2–0 |
| 2    | CARA Brazzaville     | 9    | 6  | 3 | 0 | 3 | 7  | 5  | +2   | Cuartos de final |     | 3–0 | —   | 3–1 | 1–0 |
| 3    | Williamsville AC (E) | 8    | 6  | 2 | 2 | 2 | 5  | 5  | 0    |                  |     | 2–0 | 1–0 | —   | 0–0 |
| 4    | Djoliba (E)          | 5    | 6  | 1 | 2 | 3 | 3  | 5  | −2   |                  | 0–1 | 2–0 | 1–1 | —   |     |

 Fuente: CAF
Criterios de clasificación: 

### Grupo D
| Pos. | Equipo             | Pts. | PJ | G | E | P | GF | GC | Dif. | Clasificación    |     | USM | RAY | GOR | YAN |
| ---- | ------------------ | ---- | -- | - | - | - | -- | -- | ---- | ---------------- | --- | --- | --- | --- | --- |
| 1    | USM Alger          | 11   | 6  | 3 | 2 | 1 | 10 | 5  | +5   | Cuartos de final |     | —   | 1–1 | 2–1 | 4–0 |
| 2    | Rayon Sports       | 9    | 6  | 2 | 3 | 1 | 6  | 5  | +1   | Cuartos de final |     | 1–2 | —   | 1–1 | 1–0 |
| 3    | Gor Mahia (E)      | 8    | 6  | 2 | 2 | 2 | 10 | 7  | +3   |                  |     | 0–0 | 1–2 | —   | 4–0 |
| 4    | Young Africans (E) | 4    | 6  | 1 | 1 | 4 | 4  | 13 | −9   |                  | 2–1 | 0–0 | 2–3 | —   |     |

 Fuente: CAF
Criterios de clasificación: 

## Fase Final
|  | Cuartos de final | Cuartos de final | Cuartos de final |   |          | Semifinales | Semifinales | Semifinales |  |  | Final           | Final | Final |
|  |                  |                  |                  |   |          |             |             |             |  |  |                 |       |       |
|  |                  |                  |                  |   |          |             |             |             |  |  |                 |       |       |
|  | Rayon Sports     | 0                | 1                |   |          |             |             |             |  |  |                 |       |       |
|  | Enyimba          | 0                | 5                |   |          |             |             |             |  |  |                 |       |       |
|  | Enyimba          | 0                | 5                |   | Enyimba  | 0           | 1           |             |  |  |                 |       |       |
|  |                  |                  |                  |   | Enyimba  | 0           | 1           |             |  |  |                 |       |       |
|  |                  | Raja Casablanca  | 1                | 2 |          |             |             |             |  |  |                 |       |       |
|  | CARA Brazzaville | Raja Casablanca  | 1                | 2 | 1        | 0           |             |             |  |  |                 |       |       |
|  | CARA Brazzaville |                  |                  |   | 1        | 0           |             |             |  |  |                 |       |       |
|  | Raja Casablanca  | 2                | 1                |   |          |             |             |             |  |  |                 |       |       |
|  |                  |                  |                  |   |          |             |             |             |  |  | Raja Casablanca | 3     | 1     |
|  |                  |                  | Vita Club        | 0 | 3        |             |             |             |  |  |                 |       |       |
|  | Al-Masry         | 1                | 1                |   |          |             |             |             |  |  |                 |       |       |
|  | USM Alger        | 0                | 0                |   |          |             |             |             |  |  |                 |       |       |
|  | USM Alger        | 0                | 0                |   | Al-Masry | 0           | 0           |             |  |  |                 |       |       |
|  |                  |                  |                  |   | Al-Masry | 0           | 0           |             |  |  |                 |       |       |
|  |                  | Vita Club        | 0                | 4 |          |             |             |             |  |  |                 |       |       |
|  | Vita Club        | Vita Club        | 0                | 4 | 3        | 1           |             |             |  |  |                 |       |       |
|  | Vita Club        |                  |                  |   | 3        | 1           |             |             |  |  |                 |       |       |
|  | RS Berkane       | 1                | 1                |   |          |             |             |             |  |  |                 |       |       |

### Cuartos de final
| Equipo 1         | Agr. | Equipo 2        | Ida | Vuelta |
| ---------------- | ---- | --------------- | --- | ------ |
| Rayon Sports     | 1-5  | Enyimba         | 0-0 | 1-5    |
| CARA Brazzaville | 1-3  | Raja Casablanca | 1-2 | 0-1    |
| Al-Masry         | 2-0  | USM Alger       | 1-0 | 1-0    |
| Vita Club        | 4-2  | RS Berkane      | 3-1 | 1-1    |

### Semifinales
| Equipo 1 | Agr. | Equipo 2        | Ida | Vuelta |
| -------- | ---- | --------------- | --- | ------ |
| Enyimba  | 1-3  | Raja Casablanca | 0-1 | 1-2    |
| Al-Masry | 0-4  | Vita Club       | 0-0 | 0-4    |

### Final

#### Ida
| 25 de noviembre de 2018 | Raja Casablanca                        | 3:0 (0:0) | Vita Club | Stade Mohammed V, Casablanca, Marruecos                      |                                                              |
|                         | - Rahimi 47' 61' - Benhalib 66' (pen.) | Reporte   |           | Asistencia: 45.000 espectadores Árbitro(s): Maguette N'Diaye | Asistencia: 45.000 espectadores Árbitro(s): Maguette N'Diaye |

#### Vuelta
| 2 de diciembre de 2018 | Vita Club                                   | 3:1 (1:1) (Global 3:4) | Raja Casablanca | Stade des Martyrs, Kinshasa, RD Congo                    |                                                          |
|                        | - Mundele 45+4' - Batezadio 71' - Ngoma 74' | Reporte                | - Hafidi 21'    | Asistencia: 75.000 espectadores Árbitro(s): Victor Gomes | Asistencia: 75.000 espectadores Árbitro(s): Victor Gomes |

## Campeón
|                         |
| Bandera de Marruecos    |
| Campeón Raja Casablanca |
| 1.° título              |

## Máximos goleadores
El jugador no está en el equipo en ese momento, pero el equipo sigue activo para esa ronda.
     Equipo eliminado / inactivo para esta ronda.
| Pos. | Jugador                  | Equipo           | PR1 | PR2 | FR1 | FR2 | PO1 | PO2 | MD1 | MD2 | MD3 | MD4 | MD5 | MD6 | QF1 | QF2 | SF1 | SF2 | F1 | F2 | Total |
| ---- | ------------------------ | ---------------- | --- | --- | --- | --- | --- | --- | --- | --- | --- | --- | --- | --- | --- | --- | --- | --- | -- | -- | ----- |
| 1    | Mahmoud Benhalib         | Raja Casablanca  |     |     |     | 1   | 1   | 1   |     | 2   | 1   | 2   |     | 2   | 1   |     |     |     | 1  |    | 12    |
| 2    | Jean-Marc Makusu Mundele | AS Vita Club     |     |     |     |     |     | 4   |     |     |     | 2   | 1   |     | 2   |     |     | 1   |    | 1  | 11    |
| 3    | Ayoub El Kaabi           | RS Berkane       | 1   | 1   |     | 1   | 1   |     |     | 2   |     |     |     |     |     |     |     |     |    |    | 6     |
| 3    | Mouhcine Iajour          | Raja Casablanca  |     |     |     | 2   |     | 1   |     |     |     |     |     | 2   |     | 1   |     |     |    |    | 6     |
| 5    | Oussama Darfalou         | USM Alger        |     |     | 1   | 1   |     | 2   | 1   |     |     |     |     |     |     |     |     |     |    |    | 5     |
| 5    | Ahmed Gomaa              | Al-Masry         |     | 1   | 1   |     | 1   |     | 2   |     |     |     |     |     |     |     |     |     |    |    | 5     |
| 5    | Zakaria Hadraf           | Raja Casablanca  |     |     |     |     | 1   |     |     |     |     | 2   |     | 1   |     |     |     | 1   |    |    | 5     |
| 8    | Djihad Bizimana          | APR              | 3   |     |     | 1   |     |     |     |     |     |     |     |     |     |     |     |     |    |    | 4     |
| 8    | Islam Issa               | Al-Masry         | 1   |     |     |     |     | 1   |     | 1   |     | 1   |     |     |     |     |     |     |    |    | 4     |
| 8    | Cabwey Kivutuka          | CARA Brazzaville |     |     | 1   |     |     |     |     | 1   |     |     | 1   |     | 1   |     |     |     |    |    | 4     |
| 8    | Kodjo Fo-Doh Laba        | RS Berkane       | 1   |     | 1   |     |     |     | 1   |     |     |     | 1   |     |     |     |     |     |    |    | 4     |
| 8    | Racine Louamba           | CARA Brazzaville |     |     | 1   | 1   |     |     |     | 1   |     | 1   |     |     |     |     |     |     |    |    | 4     |
| 8    | Fabrice Luamba Ngoma     | AS Vita Club     |     |     |     |     | 1   |     |     |     |     |     | 1   |     |     | 1   |     |     |    | 1  | 4     |
| 8    | Soufiane Rahimi          | Raja Casablanca  |     |     |     |     |     |     |     |     |     |     |     | 1   | 1   |     |     |     | 2  |    | 4     |
| 8    | Jacques Tuyisenge        | Gor Mahia        |     |     |     |     | 1   |     |     |     | 1   | 1   |     | 1   |     |     |     |     |    |    | 4     |